# 欧里亚克莱格利斯
欧里亚克莱格利斯（法語：Auriac-l'Église，法語發音：[oʁjak leɡliz]）是法国康塔尔省的一个市镇，位于该省东北部，属于圣弗卢尔区。

## 地理
欧里亚克莱格利斯（45°15'52"N, 3°7'37"E）面积19.73 平方千米，位于法国奥弗涅-罗讷-阿尔卑斯大区康塔爾省，该省份为法国中南部省份，位于法國中央高原中心，北起科雷兹省、上盧瓦爾省和多姆山省，西接洛特省和科雷兹省，南至阿韦龙省和洛特省，东临上盧瓦爾省和洛泽尔省。
与欧里亚克莱格利斯接壤的市镇（或旧市镇、城区）包括：沙尔芒萨克、洛里、马西亚克、莫莱德、莫隆皮兹、布莱勒、圣艾蒂安叙布莱勒。

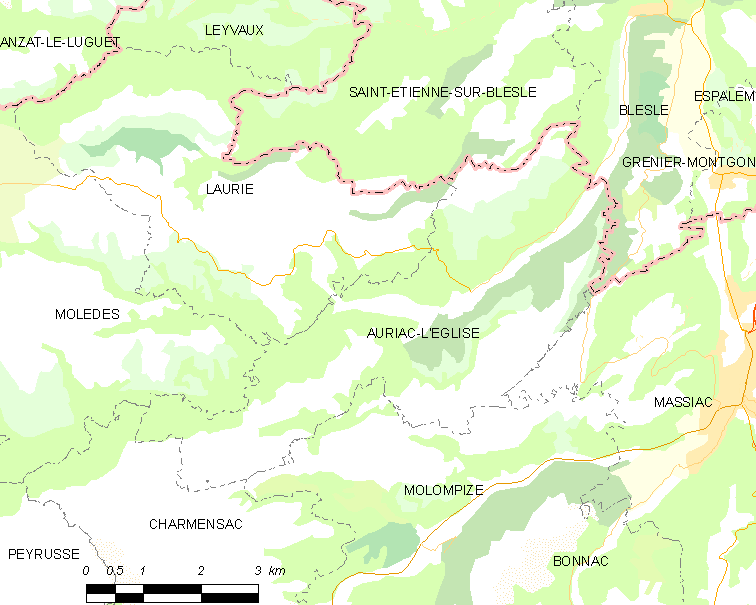
欧里亚克莱格利斯的OSM定位图

欧里亚克莱格利斯的时区为UTC+01:00、UTC+02:00（夏令时）。

## 行政
欧里亚克莱格利斯的邮政编码为15500，INSEE市镇编码为15013。

## 政治
欧里亚克莱格利斯所属的省级选区为圣弗卢尔第一县。

## 人口

1962-2008年间欧里亚克莱格利斯人口变化图示

欧里亚克莱格利斯于2022年1月1日时的人口数量为142人。